# Бакеика
Бакеика (грч. Μπακαίικα) је насељено место у општини Кукуш у периферији Средишња Македонија, Грчка. Према попису из 2021. године било је 10 становника.
После Грчког грађанског рата подигнуто је насеље Бакеика, названо по старешини каракачанских породица које су се доселиле. На попису из 1961. године Бакеика је имала 82 становника.